# Parly
Parly település Franciaországban, Yonne megyében. Lakosainak száma 827 fő (2022. január 1.). Parly Beauvoir, Diges, Merry-la-Vallée, Pourrain és Toucy községekkel határos.

## Népesség
A település népességének változása:
| Lakosok száma | 788  | 798  | 823  | 819  | 829  | 830  | 833  | 837  | 827  |
|               | 2013 | 2015 | 2016 | 2017 | 2018 | 2019 | 2020 | 2021 | 2022 |